# Daz Dillinger
Daz Dillinger (имя Делмар Дрю Арно (англ. Delmar Drew Arnaud); род. 23 мая 1973, Лонг-Бич, Калифорния, США) — американский рэпер и музыкальный продюсер.

## Биография
Делмар Дрю Арно родился 25 мая 1973 года в восточной части Лонг-Бич (штат Калифорния). Там он провел детство вместе с кузенами, которые позже прославились под именами Snoop Dogg и Soopafly, а в 16 лет приобщился к рэпу. Как и его двоюродные братья, состоял в банде Rollin 20s Long Beach Crips.
Во время записи легендарного альбома Dr. Dre The Chronic Арно знакомится с Рикардо Брауном (Kurupt). Арно и Браун решают работать совместно и образуют рэп-дуэт Tha Dogg Pound.
К моменту выхода их дебютного диска «Dogg Food» в 1995 году этот дуэт уже был хорошо известен поклонникам рэпа благодаря их регулярному появлению на альбомах и синглах, а также на звуковых дорожках к фильмам «Убийство было случайным», «Над кольцом» и «Поэтичная Джастис».
Tha Dogg Pound выпускают несколько значимых альбомов и становятся одними из самых ярких представителей лейбла Death Row. Но после ухода с лэйбла Dr. Dre, смерти 2Pac и ареста Шуга Найта лейбл дает трещину, и оставшиеся рэперы стали уходить с него.
Daz Dillinger стал важным продюсером и успел поработать с живым 2Pac, Snoop Dogg, Scarface и записать множество саундтреков. Летом 1998 года Daz напомнил о себе первым сольным альбомом «Retaliation, Revenge and Get Back» — 17 новых треков в привычном гангста-стиле.
Также он выпускает видеофильм «What It Is» о жизни гангстеров. Ещё занимается продюсированием альбомов неизданных песен 2Pac, первым из которых был их совместный диск «Makavelli And Dillinger». В 2000 году Daz выпускает свой второй альбом «R.A.W.» на лейбле Dogg Pound Records. Альбом был принят довольно холодно.
Позже Daz очень много работает с различными рэперами и коллективами.
В 2005 году Daz и Kurupt десять лет спустя воссоединили Tha Dogg Pound. Помирил бывших товарищей Snoop Dogg.
19 января 2018 года Арно выпускает альбом DAZAMATAZ.

## Дискография

### Студийные альбомы
- 1998 — Retaliation, Revenge and Get Back
- 2000 — R.A.W.
- 2002 — This Is the Life I Lead
- 2003 — DPGC: U Know What I’m Throwin' Up
- 2004 — I Got Love in These Streetz
- 2005 — Tha Dogg Pound Gangsta LP
- 2005 — Gangsta Crunk
- 2006 — So So Gangsta
- 2007 — Gangsta Party
- 2008 — Only on the Left
- 2008 — Side
- 2009 — Public Enemiez
- 2010 — Matter of Dayz
- 2011 — D.A.Z.
- 2012 — Witit Witit
- 2014 — Weed Money
- 2018 — Dazamataz
- 2018 — Smoke Me Out

### Совместные альбомы
- 2001 — Long Beach 2 Fillmoe совместно с JT the Bigga Figga
- 2001 — Game for Sale совместно с JT the Bigga Figga
- 2001 — Don’t Go 2 Sleep совместно с Makaevelli
- 2003 — Southwest совместно с Nuwine
- 2009 — Get That Paper совместно с Fratthouse
- 2013 — West Coast Gangsta Shit совместно с WC
- 2016 — Cuzznz совместно с Snoop Dogg
- 2018 — ATLA совместно с Big Gipp
- 2018 — Dogg Bone совместно с Layzie Bone